# Axă mediană

O elipsă (cu roșu), evoluta sa (cu albastru) și axa sa mediană (cu verde). Setul de simetrie, un superset al axei mediane, sunt curbele verde și galbenă. Este afișat și un cerc bitangent.

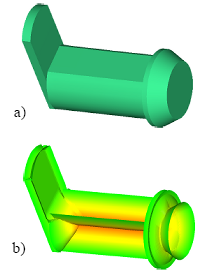
a) Imagine 3D a unui obiect simplu.
b) Culorile reprezintă distanța de la axa mediană până la marginile obiectului.

Axa mediană a unui obiect este mulțimea tuturor punctelor care au mai mult de un punct „cel mai apropiat” de pe frontiera obiectului. Denumită inițial „scheletul topologic”, noțiunea a fost introdusă în 1967 de Harry Blum ca instrument de recunoaștere a formei biologice.

## Descriere
În spațiul bidimensional axa mediană a unei submulțimi S care este mărginită de curba plană C este locul centrelor cercurilor care sunt tangente la curba C în două sau mai multe puncte, iar toate aceste cercuri sunt cuprinse în S. (De aici rezultă că axa mediană în sine este conținută în S.) Axa mediană a unui poligon simplu este un graf arborescent ale cărui frunze sunt vârfurile poligonului și ale cărui muchii sunt fie segmente drepte, fie arce de parabole.
Axa mediană împreună cu funcția razei asociate a discurilor maxime înscrise se numește „transformarea axei mediane” (în engleză medial axis transform – MAT). Transformarea axei mediane este un descriptor complet al formei, ceea ce înseamnă că poate fi folosită pentru a reconstrui forma domeniul original.
Axa mediană este o submulțime a mulțimii simetricelor, care este definită similar, cu excepția faptului că include și cercuri care nu sunt conținute în S. (Deci, mulțimea simetricelor lui S se extinde în general la infinit, similar cu diagrama Voronoi⁠(d) a unei mulțimi de puncte.)
Axa mediană se generalizează la hipersuprafețe de dimensiunea k prin înlocuirea cercurilor cu hipersfere de dimensiune k. Axa mediană în 2D este utilă pentru recunoașterea optică a caracterelor și a obiectelor, în timp ce axa mediană în 3D are aplicații în reconstrucția suprafeței⁠(d) la modele fizice și pentru scalarea modelelor complexe. În orice dimensiune axa mediană a unei mulțimi deschise mărginite este omotopă⁠(d) cu mulțimea dată.
Dacă S este dată într-o formă parametrică în funcție de timp {\displaystyle \gamma :\mathbf {R} \to \mathbf {R} ^{2}}, iar {\displaystyle {\underline {T}}(t)={d\gamma  \over dt}} este versorul tangent în fiecare punct, atunci va exista un cerc bitangent cu centrul c și raza r dacă
{\displaystyle (c-\gamma (s))\cdot {\underline {T}}(s)=(c-\gamma (t))\cdot {\underline {T}}(t)=0}
și
{\displaystyle |c-\gamma (s)|=|c-\gamma (t)|=r.}
Pentru majoritatea curbelor mulțimea simetriilor va forma o curbă unidimensională și poate conține puncte de întoarcere. Mulțimea simetriilor are puncte de capăt corespunzătoare vârfurilor lui S.